# Nipponbashi

Nipponbashi (日本橋?) este un cartier comercial în Japonia, în orașul Osaka, sectorul Naniwa (Naniwa-ku). Cunoscut sub denumirea de „Den-Den Town”, Nipponbashi găzduiește magazine specializate în mobilă, unelte mecanice și electrice, pornografie și interese persoanelor „otaku”, cum ar fi electronică, anime, manga și articole de colecție. Deseori Nipponbashi este comparat cu Akihabara Electric Town, echivalentul său (în ceea ce ține de specializare) din Tokyo.
Alte înțelesuri:

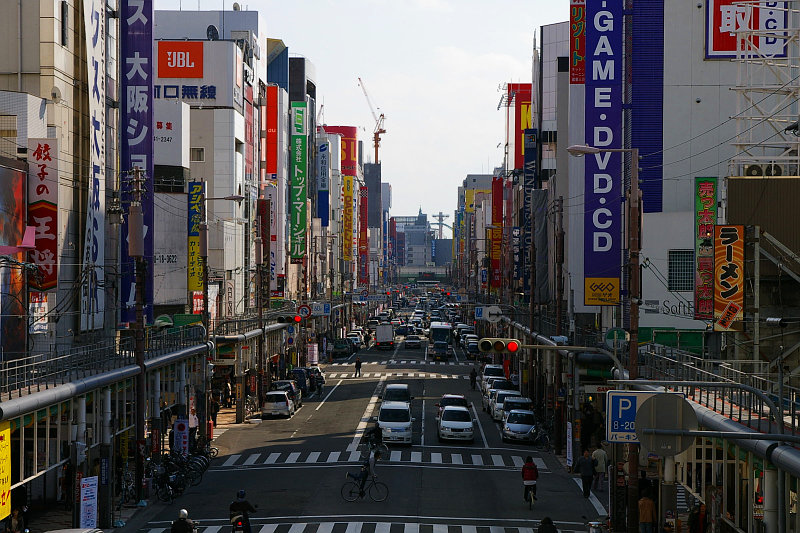
Denden Town (Nippombashi 3 chome, Sakai-Suji)

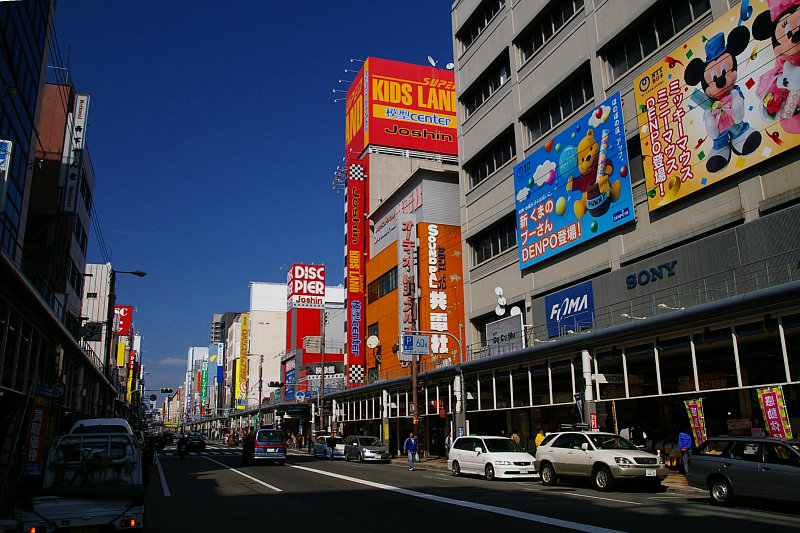
Denden Town (Nippombashi 5 chome, Sakai-Suji)

- Nipponbashi este denumirea podului peste canalul Dotombori în orașul Osaka.
- Nipponbashi este denumirea stației de cale ferată a liniilor Sakaisuji și Sennichimae în orașul Osaka.

## Istoric
În perioada Edo acest cartier se numea Nagamachi (長町?) și era cunoscut ca zonă de popas zonă de popas (宿場町 Shukuba-machi?). În anii 1792 și 1872 conducerea orașului Osaka a redenumit acest cartier din Nagamachi în Nipponbashi.
În perioadele Meiji și Taisho aici s-au deschis mai multe librării cu cărți de mâna a doua. După al doilea război mondial aici au apărut multe magazine de electrocasnice și cartierul a devenit cunoscut sub denumirea de Den Den Town (în limba japoneză, Den este echivalentul aproximativ al prefixului electro-).

## Den Den Town
Den Den Town (でんでんタウン Den Den taun?), sau Denki no machi (電気の町?) este numele alternativ al Nipponbashi, deoarece cartierul este cunoscut pentru gama sa largă de magazine de electrocasnice. dar și pentru prețurile sale negociabile -- unic în Osaka și în toată regiunea Kansai.

## Acces
Metro:
- Linia Sakaisuji până la stația Ebisucho (ieșirile 1-A sau 1-B)